# Il club di Topolino
Il club di Topolino (The Mickey Mouse Club) è stato un programma televisivo per ragazzi creato da Walt Disney, trasmesso inizialmente dalla ABC, dal 1955 al 1959. Il programma fu ripreso una prima volta alla fine degli anni settanta in syndication: The New Mickey Mouse Club (1977-79). Approda quindi nel 1989 sul Disney Channel: The All-New Mickey Mouse Club (conosciuto anche dal 1993 come MMC) (1989-1996). Dal 2017 ne esiste una versione internet: Club Mickey Mouse, trasmessa esclusivamente sui social media.

## Il programma

### The Mickey Mouse Club (1955-1959)
La prima serie venne trasmessa in USA dal 1955 al 1959; dal 1962 venne trasmessa in altri Paesi, tra cui l'Italia. Il programma era condotto da Jimmie Dodd affiancato da un gruppo di 39 giovanissimi presentatori e performers (o Mousecketeers), divisi in squadre diverse a seconda della loro importanza. Il gruppo di eccellenza (o Red Team) era composto da Sharon Baird, Bobby Burgess, Tommy Cole, Annette Funicello, Darlene Gillespie, Cubby O'Brien, Karen Pendleton, e Doreen Tracey (4 stagioni); Lonnie Burr (3 stagioni); Dennis Day e Cheryl Holdridge (2 stagioni); Nancy Abbate, Johnny Crawford, Mike Smith, Don Underhill e Jay-Jay Solari (1 stagione). Tra gli altri ragazzi/e, che erano divisi tra il Blue Team e il White Team, troviamo altri noti attori bambini come Tim Rooney, Paul Petersen, Mickey Rooney Jr., Dickie Dodd, Sherry Alberoni, Don Grady e Bonnie Lynn Fields. L'età dei Mouseckteers variava tra gli 8 e i 17 anni.
Ogni puntata presentava cartoni animati, documentari e telefilm a puntate; inoltre venivano invitati ospiti famosi. Fra gli attori che parteciparono allo show vi fu anche l'attore Roy Barcroft, noto per i suoi ruoli in film e serial cinematografici western. La sigla di apertura e di chiusura era costituita da un cartone animato in cui Topolino dirigeva una banda, formata da personaggi di Walt Disney, che suonava e cantava la Marcia di Topolino, composta dall'intrattenitore Jimmie Dodd.

### The New Mickey Mouse Club (1977-1979)
Tra i giovani protagonisti di questa nuova serie ci sono Shawnte Northcutte (11 episodi), Lisa Whelchel (11 episodi) e Allison Fonte (4 episodi).

### The All-New Mickey Mouse Club (1989-1996)
Al volgere degli anni novanta il programma fu modificato per stare al passo di altri show di successo, per questo fu introdotta una nuova generazione di presentatori. Tra questi vi furono Britney Spears, Christina Aguilera, Justin Timberlake, JC Chasez, Keri Russell e Ryan Gosling. La trasmissione è andata in onda fino al 1996.